# De casa a las ventas
De casa a las ventas, es un Digipack en el que Rosana repasa 10 años de carrera artística. Lanzado en 2007, bajo el sello de Warner Music.

## Historia y grabación
Rosana regresó a la escena musical en septiembre de 2007, con un nuevo trabajo bajo el brazo, esta vez con De casa a las ventas. Esta fecha coincidía con el último concierto que ofreció ante 18.000 asistentes, el 25 de septiembre en la Plaza de Toros de las Ventas de Madrid en 1997. 
Después de 2 años, de gira con su último disco Magia, componiendo para otros artistas y colaborando con músicos de talla internacional como: Sting, Reyli, Sergio Vallín (del grupo Maná). Rosana decidió celebrar sus 10 años de carrera artística con este Digipack de 3 CD + DVD, que incluye la reedición remasterizada del disco Lunas rotas, la maqueta original con el añadido de 6 temas descartados, el audio del concierto que ofreció en La Plaza de Toros de las Ventas en Madrid, y un DVD con 2 documentales y varios videoclips. 
Aunque la idea original era lanzar un disco con canciones inéditas, la cantante no quería dejar pasar la oportunidad de celebrar sus 10 años de carrera con sus seguidores, como ella misma afirma: “Queríamos hacer algo especial. Si no, sería como cumplir años y no hacer una fiesta”. 
El primer single de este trabajo se llamó “En Las Calles de Madrid”, tema descartado para su álbum debut Lunas rotas. La canción llegó a ser número 1º en radios. Asimismo el digipack logró posicionarse en el número 1 en la lista Promusicae de España, lugar que ocupó por 2 semanas consecutivas durante ese año.

## Lista de canciones

### Lunas rotas + maquetas
| #   | Título                                                                 | Duración |
| --- | ---------------------------------------------------------------------- | -------- |
| 1.  | Furia de color • Música: Rosana Arbelo • Letra: Rosana Arbelo          | 3:05     |
| 2.  | El Talismán • Música: Rosana Arbelo • Letra: Rosana Arbelo             | 3:55     |
| 3.  | A fuego lento • Música: Rosana Arbelo • Letra: Rosana Arbelo           | 3:45     |
| 4.  | No sé mañana • Música: Rosana Arbelo • Letra: Rosana Arbelo            | 4:50     |
| 5.  | Lunas rotas • Música: Rosana Arbelo • Letra: Rosana Arbelo             | 4:35     |
| 06. | Si tú no estás • Música: Rosana Arbelo • Letra: Rosana Arbelo          | 4:10     |
| 07. | Bebes de mí • Música: Rosana Arbelo • Letra: Rosana Arbelo             | 4:15     |
| 08. | Sin miedo • Música: Rosana Arbelo • Letra: Rosana Arbelo               | 3:22     |
| 09. | Deray • Música: Rosana Arbelo • Letra: Rosana Arbelo                   | 4:33     |
| 10. | Así son las cosas • Música: Rosana Arbelo • Letra: Rosana Arbelo       | 3:54     |
| 11. | Descubriéndote • Música: Rosana Arbelo • Letra: Rosana Arbelo          | 2:58     |
| 12. | Nadie más que yo • Música: Rosana Arbelo • Letra: Rosana Arbelo        | 5:15     |
| 13. | Gaviotas de cristal • Música: Rosana Arbelo • Letra: Rosana Arbelo     | 3:58     |
| 14. | Cuando suena un blues • Música: Rosana Arbelo • Letra: Rosana Arbelo   | 4:46     |
| 15. | Respiras y yo • Música: Rosana Arbelo • Letra: Rosana Arbelo           | 5:02     |
| 16. | Sin agua • Música: Rosana Arbelo • Letra: Rosana Arbelo                | 3:13     |
| 17. | Escalera de mar • Música: Rosana Arbelo • Letra: Rosana Arbelo         | 3:02     |
| 18. | En las calles de Madrid • Música: Rosana Arbelo • Letra: Rosana Arbelo | 5:13     |

### Lunas rotas (Remasterizado)
| #   | Título                                                           | Duración |
| --- | ---------------------------------------------------------------- | -------- |
| 1.  | Furia de color • Música: Rosana Arbelo • Letra: Rosana Arbelo    | 3:05     |
| 2.  | El talismán • Música: Rosana Arbelo • Letra: Rosana Arbelo       | 3:55     |
| 3.  | A fuego lento • Música: Rosana Arbelo • Letra: Rosana Arbelo     | 3:45     |
| 4.  | No sé mañana • Música: Rosana Arbelo • Letra: Rosana Arbelo      | 4:50     |
| 5.  | Lunas rotas • Música: Rosana Arbelo • Letra: Rosana Arbelo       | 4:35     |
| 6.  | Si tú no estás • Música: Rosana Arbelo • Letra: Rosana Arbelo    | 4:10     |
| 7.  | Bebes de mí • Música: Rosana Arbelo • Letra: Rosana Arbelo       | 4:15     |
| 8.  | Sin miedo • Música: Rosana Arbelo • Letra: Rosana Arbelo         | 3:22     |
| 9.  | Deray • Música: Rosana Arbelo • Letra: Rosana Arbelo             | 4:33     |
| 10. | Así son las cosas • Música: Rosana Arbelo • Letra: Rosana Arbelo | 3:54     |
| 11. | Descubriéndote • Música: Rosana Arbelo • Letra: Rosana Arbelo    | 2:58     |
| 12. | Nadie más que yo • Música: Rosana Arbelo • Letra: Rosana Arbelo  | 5:15     |

### Concierto: Plaza de Toros de las Ventas en Madrid
| #   | Título                                                                       | Duración |
| --- | ---------------------------------------------------------------------------- | -------- |
| 1.  | Furia de color • Música: Rosana Arbelo • Letra: Rosana Arbelo                | 3:05     |
| 2.  | Bebes de mí • Música: Rosana Arbelo • Letra: Rosana Arbelo                   | 3:55     |
| 3.  | Deray • Música: Rosana Arbelo • Letra: Rosana Arbelo                         | 3:45     |
| 4.  | Descubriéndote • Música: Rosana Arbelo • Letra: Rosana Arbelo                | 4:50     |
| 5.  | Lunas rotas • Música: Rosana Arbelo • Letra: Rosana Arbelo                   | 4:35     |
| 6.  | El talismán • Música: Rosana Arbelo • Letra: Rosana Arbelo                   | 4:10     |
| 7.  | A fuego lento • Música: Rosana Arbelo • Letra: Rosana Arbelo                 | 4:15     |
| 8.  | No sé mañana • Música: Rosana Arbelo • Letra: Rosana Arbelo                  | 3:22     |
| 9.  | Sin miedo • Música: Rosana Arbelo • Letra: Rosana Arbelo                     | 4:33     |
| 10. | Nadie más que yo • Música: Rosana Arbelo • Letra: Rosana Arbelo              | 3:54     |
| 11. | Así son las cosas • Música: Rosana Arbelo • Letra: Rosana Arbelo             | 2:58     |
| 12. | Si tú no estás • Música: Rosana Arbelo • Letra: Rosana Arbelo                | 5:15     |
| 13. | Lunas rotas (Versión Rumba) • Música: Rosana Arbelo • Letra: Rosana Arbelo   | 3:58     |
| 14. | A fuego lento (Versión Larga) • Música: Rosana Arbelo • Letra: Rosana Arbelo | 4:46     |

### DVD: Documentales y videoclips
4.

| #                                                                    | Título                                                                                | Duración |
| -------------------------------------------------------------------- | ------------------------------------------------------------------------------------- | -------- |
| 1.                                                                   | De casa a las ventas (Documental) • Grabación: Carlos Martos • Edición: Juan Cerro    | 25:11    |
| 2.                                                                   | En las calles De Madrid (Documental) • Grabación: Joss Martínez • Edición: Juan Cerro | 13:25    |
| 3.                                                                   | El talismán (Videoclip) • Música: Rosana Arbelo • Letra: Rosana Arbelo                | 3:55     |
| Sin miedo (Videoclip) • Música: Rosana Arbelo • Letra: Rosana Arbelo | 3:22                                                                                  |          |
| 5.                                                                   | Si tú no estás (Videoclip) • Música: Rosana Arbelo • Letra: Rosana Arbelo             | 4:10     |

## Personal
- Rosana Arbelo – Idea Original, Productor, Guitarra española, Voz principal
- Carlos Doménech - coros
- Sergio Castillo - Batería
- Antonio García de Diego - Teclado
- Fernando Illán - bajo